# Allaeanthus
Allaeanthus Thwaites è un genere di piante appartenenti alla famiglia delle Moracee.
È distribuito nell'Asia tropicale (Cina, India, Thailandia, Laos, Vietnam, Bhutan e Birmania) e in Madagascar

## Tassonomia
Il genere comprende le seguenti specie:
- Allaeanthus greveanus (Baill.) Capuron
- Allaeanthus kurzii Hook.f.
- Allaeanthus luzonicus Fern.-Vill.
- Allaeanthus zeylanicus Thwaites

## Usi
Allaeanthus kurzii viene utilizzata nella medicina alternativa e cucina thailandese. Nella cucina vengono utilizzati i boccioli, chiamati salae (สะแล).